# تاوی تامینن
تاوی تامینن (فنلاندی: Taavi Tamminen; ۳۰ مارس ۱۸۸۹ – ۱۹ ژانویهٔ ۱۹۶۷) کشتی‌گیر اهل فنلاند بود.
وی در مسابقات کشوری و بین‌المللی در مجموع برندهٔ ۱ مدال طلا، ۱ مدال نقره شده‌است.